# Dasharatha Maurya
Dasharatha (IAST: Daśaratha) fue un emperador Maurya de 232 a 224 a. C.. Fue nieto de Aśoka y le sucedió como gobernante imperial de la India. Dasharatha gobernó sobre un imperio decreciente, ya que varios territorios se independizaron durante su reinado. Continuó las políticas religiosas y sociales de su abuelo Asoka. Dasharatha fue el último gobernante de la dinastía Maurya que emitió inscripciones imperiales, y por tanto el último conocida por las fuentes epigráficas.
Dasharatha murió en 224 a. C., y fue sucedido por su primo Samprati.